# Wilhelm Gottlieb Kelch
Wilhelm Gottlieb Kelch (* 1776 in Königsberg i. Pr.; † 2. Februar 1813 ebenda) war ein deutscher Prosektor in Königsberg.

## Leben
Kelch studierte an der Albertus-Universität Königsberg Medizin. Seit 1795 Prosektor, wurde er 1797 zum Doktor der Medizin promoviert. Er untersuchte den Leichnam von Immanuel Kant und bezog sich auf die Schädellehre von Franz Joseph Gall. „Trotz der bereits zeitgenössischen Kritik an Galls Schädellehre prüfte 1804 der Gall-Adept Wilhelm Gottlieb Kelch, Privatlehrer der Medizin und Prosektor am anatomischen Theater zu Königsberg, diese bisher unbekannt gewesenen Hülfsmittel zur Ausspähung des Innern des Menschen« am Kopf von Kants Leichnam durch Abtastung und legte diese Untersuchungen noch im Todesjahr des Philosophen in seiner Schrift vor.“ Zur Königsberger Kant-Feier (1924) gab Gräfe und Unzer einen Neudruck des Schädelberichts heraus.

## Werke
- De liquore gastrico ciborum menstruo. Dissertation, Königsberg 1797.
- De symptomatibus et signis graviditatis verae simplicis uterinae eorumque caussis. Dissertation, Königsberg 1799.
- Über den Schädel Kants, ein Beytrag zu Galls Hirn- und Schädellehre. Friedrich Nicolovius, Königsberg 1804; archive.org